# Гольденвейзер, Николай Моисеевич
Николай Моисеевич Гольденвейзер (31 октября (12 ноября) 1885, Москва, Российская империя — не ранее 1965, Флоренция, Италия) — русский юрист, публицист, литератор (литературные псевдонимы Николай Любимов и Гольденвейзер-Любимов), общественный деятель русской эмиграции.

## Биография
Родился 31 октября (12 ноября) 1885 года в семье московского юриста Моисея Соломоновича Гольденвейзера (1837/1838, Умань — 1921, Варшава), юрисконсульта банка Полякова, известного библиофила. Адвокат М. С. Гольденвейзер происходил из купеческой семьи, в 1850 году окончил Одесское еврейское училище, в 1856 году педагогический курс Житомирского раввинского училища (где учился вместе с братом Рувимом Гольденвейзером), затем три курса историко-филологического факультета киевского Императорского университета св. Владимира (1860) и, наконец, кандидатом права — юридический факультет Московского университета (где также обучался вместе с братом Рувимом); присяжный поверенный, коллежский секретарь (1890). Занимался литературной деятельностью (в его доходном доме в Гранатном переулке в 1910-е годы проживали родители физика и правозащитника А. Д. Сахарова). Семье принадлежала дача в Царицыне, по соседству с дачей адвоката С. А. Муромцева и оперной певицы М. Н. Климентовой, с которыми был дружен М. С. Гольденвейзер, а также одна из крупнейших в Москве частных библиотек и коллекций редких книг.
Николай Моисеевич Гольденвейзер окончил 5-ю московскую гимназию и в 1909 году — юридический факультет Московского университета. Возглавлял юридическое отделение Всероссийского земского союза, преподавал в Московском университете. Публиковал  художественную прозу, публицистику и драматургию в различных периодических изданиях. В 1917—1918 годах был официальным представителем Всероссийского земского союза в США (Нью-Йорк). Обзорные статьи Н. М. Гольденвейзера на английском языке о политической ситуации в России публиковались в американской прессе (под именем Nicholas Goldenweiser).
После эмиграции жил в Париже, затем в Италии (Флоренция), где продолжил как публицистическую, так и общественную деятельность. Был одним из руководителей Российского Имперского союза во Франции (автором его программных документов), занимал антибольшевистские и промонархические позиции. Под литературным псевдонимом Николай Гольденвейзер-Любимов издавал публицистические книги и брошюры на русском языке, а после войны также на итальянском языке. Сотрудничал в парижском журнале «Иллюстрированная Россия» (1924—1939), газете «Последние новости» (1920). В различных эмигрантских изданиях выходили его книжные рецензии и рассказы.
После войны состоял в переписке с советскими литераторами, в том числе с К. Г. Паустовским. Умер не ранее 1965 года.

## Публикации
- Nicholas Goldenweiser. Antecedents of the Russian Revolution. The American Political Science Review, Volume 11, 1917.
- Nicholas Goldenweiser. «Bolshevism» As a World Problem. Review of Reviews 57:188—190, 1918.
- Nicholas Goldenweiser. Patience With Russia. The Outlook, January 2, 1918.
- Николай Гольденвейзер-Любимов. Да здравствует эмиграция! (французский подзаголовок: Vive l'émigration!). Париж, 1929. — 48 с.[14][15]
- Николай Гольденвейзер-Любимов. К христианской монархии. Временник Российского Имперского союза (РИС). Париж: Н. В. Субботин, 1930.[16]
- Николай Гольденвейзер-Любимов. День русской культуры: однодневный выпуск, посвящённый празднованию «Дня русской культуры» в Харбине в 1930 г. (Харбин 15 июня 1930 г.). Харбин, 1930.
- Nikolaj Goldenweiser Lubimov. La Russia cos'è!. Firenze: Vallecchi, 1950. — 276 p.

## Семья
Братья отца: 
- Александр Гольденвейзер (1855—1915), российский юрист-цивилист, автор трудов по гражданскому праву и творчеству Л. Н. Толстого. Его сыновья (двоюродные братья Н. М. Гольденвейзера) — Александр Гольденвейзер (1880—1940), антрополог; Эммануил Гольденвейзер (1883—1953), экономист и статистик, начальник статистического отдела Федеральной резервной системы США (1926—1945); Алексей Гольденвейзер (1890—1979), юрист, еврейский общественный деятель в Киеве, Берлине и Нью-Йорке, издатель, публицист.
- Борис Гольденвейзер (1839—1916)— адвокат; его сын — Александр Гольденвейзер (1875—1961), создатель крупнейшей советской пианистической школы; дочь — пианистка Мария Борисовна Гершензон (1873—1940), была замужем за литературоведом М. О. Гершензоном.
- Владимир Гольденвейзер (1853—1919) — инженер путей сообщения, публицист, дворянин; его дети — Елена Владимировна Гольденвейзер (1881—1958), жена правого эсера В. Л. Утгофа; Лев Владимирович Гольденвейзер (1883—1959), адвокат, театральный режиссёр-постановщик, драматург, прозаик, переводчик, в 1927—1937 годах — заведующий литературным отделом Госкино.
- Яков Гольденвейзер (1 июня 1862, Екатеринослав — после 1931[17]) — адвокат, присяжный поверенный в Киеве, автор очерков «О материальной, а не формальной правде» и «О широком просторе усмотрения суда в проекте об обязательствах» (Киев: Тип. Императорского Университета св. Владимира Н. Т. Корчак-Новицкого, 1901), книги «Крива обмова. Справа Бейліса» (с М. Виленским, Харьков, 1931). Учился в Екатеринославской гимназии (1873—1880), выпускник восьми классов Кишинёвской гимназии (1882); учился на физико-математическом факультете Московского университета, медицинском факультете Университета св. Владимира в Киеве, окончил юридический факультет Московского университета (1887).[источник не указан 1521 день]